# Goudelancourt-lès-Berrieux
Goudelancourt-lès-Berrieux är en kommun i departementet Aisne i regionen Hauts-de-France i norra Frankrike. Kommunen ligger  i kantonen Craonne som ligger i arrondissementet Laon. År 2022 hade Goudelancourt-lès-Berrieux 62 invånare.

## Befolkningsutveckling
Antalet invånare i kommunen Goudelancourt-lès-Berrieux
Referens: INSEE